# 徐天寵
徐天寵（？—1607年），字承之，号存吾，南直隶揚州府江都县人，明朝政治人物。同进士出身。

## 生平
七月十三日生，治易经。萬曆十年（1582年）壬午科应天府乡试第三十四名举人，二十三年（1595年）乙未科三甲七十名进士，通政司觀政，本年六月授官真定县知县。秩满，二十八年擢工部虞衡司主事，三十年管盔甲厂，本年升员外郎，三十三年同太监王玉修理明显陵配殿。晉郎中，出为彰德府知府，三十五年调知開封府，未任卒于官。

## 家族
曾祖徐琎，寿官。祖徐隆，乡飲賓。父徐橋，府照磨、贈知縣。母陈氏，贈孺人。永感下。娶吴氏，封孺人。子立本、立经。